# Philinoglossa
Philinoglossa is een geslacht van weekdieren uit de klasse van de Gastropoda (slakken).

## Soorten
- Philinoglossa helgolandica Hertling, 1932
- Philinoglossa marcusi Challis, 1969
- Philinoglossa praelongata Salvini-Plawen, 1973
- Philinoglossa remanei Marcus Ev. & Er., 1958